# درمنه سان‌دیگو
درمنه سان‌دیگو (نام علمی: Artemisia palmeri) نام یک گونه از سرده درمنه است.